# Calliophis bivirgatus
Calliophis bivirgatus es una especie de serpiente venenosa de la familia Elapidae conocida comúnmente como serpiente de coral azul o serpiente de coral azul malaya. Es originaria del sudeste asiático.

## Extensión y distribución geográfica
Es una serpiente terrestre que se encuentra en Brunéi, Indonesia, Malasia, Singapur, Tailandia, y Birmania.
Vive entre los 100 y 1100 metros de altura.
Hay tres subespecies:
- C. b. bivirgatus - Indonesia
- C. b. flaviceps - Indonesia, Malasia, Tailandia, Singapur, Birmania
- C. b. tetrataenia - Indonesia, Malasia, Brunéi

## Descripción
Fue asignada al género de serpientes de coral del nuevo mundo Maticora hasta que los estudios filogenéticos revelaron que esta especie estaba anidada dentro del clado de especies de serpientes de coral tropicales Calliophis y especies hermanas de Calliophis intestinalis, la serpiente coral de Malasia con bandas.
Esta es una serpiente de tamaño mediano con un cuerpo delgado. El adulto puede alcanzar los 1,80 metros de longitud. Tiene la cabeza, la cola y el vientre rojos. El dorso es de color azul oscuro a negro, y por lo general tiene una gran franja azul o blanca en cada flanco.

## Comportamiento
Esta serpiente rara vez se encuentra y muestra a veces un comportamiento de excavación, le gusta permanecer bajo el follaje muerto en los bosques. Otras serpientes, como las cobras, también son presas posibles. Cuando se ve amenazada, suele huir o adoptar una posición defensiva con la punta de su cola roja levantada.

## Veneno
El potente veneno ha causado muy ocasionalmente muertes humanas. Esta especie tiene glándulas venenosas inusualmente largas, que se extienden hasta el 25% de la longitud del cuerpo.
A diferencia de otras serpientes de la familia Elapidae, su veneno no contiene neurotoxinas. El elemento tóxico es una citotoxina que conduce a la destrucción del tejido muscular y es principalmente un bloqueante de los canales de sodio. Las fosfodiesterasas promueven la liberación de adenosina, que causa hipotensión, inflamación y bloqueo de neurotransmisores en presas y otras víctimas de mordeduras.
Dado que con frecuencia se alimentan de otras serpientes venenosas, el veneno ha evolucionado para actuar de forma extremadamente rápida, provocando convulsiones y rápida parálisis, y tiene más características en común con el veneno de escorpión. Actualmente no existe ningún antídoto y se están realizando investigaciones sobre el veneno como posibles analgésicos alternativos.